# Lisa Fissneider
Lisa Fissneider (née le 1er octobre 1994 à Bolzano, en Haut-Adige) est une nageuse italienne, spécialiste des épreuves de brasse (toutes les distances).

## Biographie
Lisa Fissneider, originaire de la communauté italienne de langue maternelle allemande du Tyrol du Sud, a commencé à nager au lac de Caldaro, commune où elle habite, à l'âge de cinq ans poussée par son père, déjà nageur de bon niveau entre les années 1980-1990. Elle a fait ses débuts au niveau national à la fin du 2009, alors qu'elle a gagné deux medailles en or (sur les compétitions des 50 et 100 m brasse) aux Championnats d'Italie, qui lui ont permis de se qualifier pour les Ch. d'Europe en petit bassin à Istanbul, où elle n'a pas même passé les preliminaires.
En 2010, après un début d'année signé par une blessure grave au ménisque du genou droit, elle a gagné deux médailles aux Ch. d'Europe juniors à Helsinki: 1 en or sur les 50 m brasse et 1 en argent sur les 100 m brasse. Quelques semaines plus tard, elle a remporté deux medailles en argent sur les mêmes distances aux Championnats d'Italie. La saison est terminée avec une médaille en bronze aux Ch. d'Europe en petit bassin à Eindhoven dans le relais 4 × 50 m 4 nages.
L'année suivante elle a remporté un total de 4 médailles (1 en or pour chacune distance de la brasse et 1 en argent sur les 200 m) dans deux éditions des Championnats d'Italie. Elle a ensuite gagné trois médailles (2 en or sur les 50 et 100 m et 1 en argent sur les 200 m brasse) aux Championnats du monde juniors de natation à Lima, en établissant le record des championnats sur les 100 m (1 min 7 s 71).
En 2012 elle a remporté trois médailles en argent (une pour chacune distance de la brasse) aux championnats d'Italie, mais elle n'a pas réussi à se qualifier pour les Jeux olympiques de Londres,.
Après ses succès sportifs, Lisa Fissneider a été surnommée Goldfisch ("poisson d'or") par ses supporteurs.

## Palmarès

### Championnats d'Europe en petit bassin
- Édition 2010 à Eindhoven ( Pays-Bas) :
  - Médaille de bronze du relais 4 × 50 m 4 nages.

### Championnats du monde juniors
- Édition 2011 à Lima ( Pérou) :
  -  Médaille d'or des 50 m brasse.
  -  Médaille d'or des 100 m brasse.
  -  Médaille d'argent des 200 m brasse.

### Championnats d'Europe juniors
- Édition 2010 à Helsinki ( Finlande) :
  -  Médaille d'or des 50 m brasse.
  -  Médaille d'argent des 100 m brasse.

### Championnats d'Italie
- Édition d'hiver 2009 :
  -  Médaille d'or des 50 m brasse.
  -  Médaille d'or des 100 m brasse.
- Édition d'été 2010 :
  -  Médaille d'argent des 50 m brasse.
  -  Médaille d'argent des 100 m brasse.
- Édition de printemps 2011 :
  -  Médaille d'argent des 200 m brasse.
- Édition d'été 2009 :
  -  Médaille d'or des 50 m brasse.
  -  Médaille d'or des 100 m brasse.
  -  Médaille d'or des 200 m brasse.
- Édition de printemps 2012 :
  -  Médaille d'argent des 50 m brasse.
  -  Médaille d'argent des 100 m brasse.
  -  Médaille d'argent des 200 m brasse.

## Records

### Records personnels
Grand bassin
- 50 m brasse : 31 s 51
- 100 m brasse : 1 min 7 s 71 (record des championnats du monde juniors)
- 200 mm brasse : 2 min 26 s 01

Petit bassin
- 50 m brasse : 30 s 82
- 100 m brasse : 1 min 6 s 45
- 200 m brasse : 2 min 22 s 45